# Tachinus elongatus
Tachinus elongatus är en skalbaggsart som beskrevs av Leonard Gyllenhaal 1810. Tachinus elongatus ingår i släktet Tachinus, och familjen kortvingar. Arten är reproducerande i Sverige.